# マダム
マダム（Madame, 略記: Mme.）は、フランス語で、既婚女性、あるいは地位の高い女性や年長の女性、あるいは女性全般に対する敬称または呼びかけである。口語では、冠詞を伴い「婦人」の意味にも使われる (la madame)。
男性へのムッシュ (Monsieur, M.)、未婚または若年の女性へのマドモワゼル (mademoiselle, Mlle.) に相当する語である。
英語のミセス (Mrs.) に当たるが、女性の未既婚を区別しない場合にも使われ、すなわちミズ (Ms.) に当たる語でもある。

## 語源
語源は「ma + dame」で、「私の (ma) 婦人 (dame)」という意味である。

## 異形
複数形はメダム (Mesdames, Mmes.)。ただし、「婦人」の意味での複数形は、発音は同じマダム (madames) である。
英語では Madam の語形もある（複数形は同じ）そのほか、縮約形のマム (Ma'am) がよく使われる。これは男性へのサー (Sir) に相当する語でもある。

## 用法

### フランス語
本来は、原則として既婚女性に対し使う。姓の前に使うか、単独で呼びかけに使う。いずれにせよ冠詞は用いない。
職業や地位に対して使う場合は（例: Mme. la Presidente = 会長）、未既婚を問わない。なおこの用法では、男性名詞に使うこともある（例: Mme. le professeur = 教授）。
フランスの行政文書では2012年以来、マドモワゼルは廃止され、女性全般に対しマダムを使う。

### 英語
つづりは Madam が普通で、フランス語の Madame と同様に、姓につけたり、呼びかけに使ったり、地位につけたり（この場合、未既婚を問わない）する。
Madame は、英米人以外、特にフランス人に対して使う。
不特定の女性宛の手紙の書き出しとして、「Madam」や「Dear Madam」を使う。なお、これが男性宛なら「Sir」や「Dear Sir」である（「拝啓」に相当）。
イギリス女王に手紙を書く場合、最初に「Your Majesty」で始めた後は「ma'am」を使う。

## マダムを冠す主な人物
- タイトルに「マダム」を含むページの一覧
- 実在
  - マリー・キュリー（キュリー夫人）
  - マリー・タッソー（タッソー夫人）
- 架空
  - 蝶々夫人 - イタリア語のオペラとしては「マダマ・ブッテルフライ」が正しい発音だが、原作の英語小説に寄せて「マダム・バタフライ」と呼ぶことの方が多い。
  - ボヴァリー夫人　　　　　　
  - マダム・ジーナ
  - アリソン・テイラー（英語版）